# Министерство здравоохранения Украины
Министе́рство здравоохране́ния Украи́ны (укр. Міністе́рство охоро́ни здоро́в'я України) — государственный орган исполнительной власти Украины, отвечающий за деятельность государственной системы здравоохранения и функционирующий под контролем Кабинета министров Украины. Министерство возглавляет Министр здравоохранения Украины, которого назначает на должность Верховная Рада Украины в установленном законодательством порядке.

## Организация и структура
В 1989 году, с распадом Советского Союза, Украина унаследовала разветвлённую и хорошо централизованную систему здравоохранения Украинской ССР, которая была создана на основе идей академика Семашко. После получения независимости и обрушения экономики стало очевидно, что страна не способна содержать такой сложный комплекс учреждений и институций самостоятельно, и в результате возникла необходимость передачи финансовых и административных полномочий на региональный уровень. В такой модели региональные и местные власти должны самостоятельно управлять объектами здравоохранения на своей территории, функционально оставаясь в подчинении общеукраинского Министерства здравоохранения.
Функционирование украинской системы здравоохранения протекает на фоне комплексного действия различных факторов: страна имеет один из самых высоких уровней смертности в мире (см. смертность на Украине), ежегодно смерть не менее 135 тысяч её граждан носит предотвратимый характер, охват иммунизации населения остаётся недостаточным, высок уровень заболеваемости ВИЧ-инфекцией (см. ВИЧ на Украине), туберкулёзом (см. туберкулёз на Украине) и гепатитом C. Более чем двадцать лет независимости не помогли избавиться от устаревших подходов к здравоохранению советской эпохи, при этом на комплекс застарелых проблем наложился и ряд новых. Например, после приватизации медицинского сектора на Украине здравоохранение превратилось в одну из самых коррумпированных сфер деятельности в стране (см. коррупция на Украине). На одной только закупке лекарственных препаратов и вакцин Министерство здравоохранения теряло около 100 миллионов долларов США при общем годовом объёме выделенных средств на фармацевтические нужды в 250 миллионов долларов.
В структуру Министерства здравоохранения Украины входят следующие подразделения:
- Патронатная служба;
- Учёный медицинский совет;
- Главное управление организации медпомощи населению;
- Главное санитарно-эпидемиологическое управление;
- Управление профилактики социально-опасных болезней, СПИДа и формирования здорового образа жизни;
- Управление радиационной защиты населения и медицинских проблем аварии на ЧАЭС;
- Главное управление медицинских кадров и государственной службы;
- Государственный департамент контроля по качеству, безопасностью и производством врачебных средств и изделий медицинского назначения.

## Задачи
Основными задачами МОЗ Украины являются:
- обеспечение реализации государственной политики в сферах здравоохранения, санитарного и эпидемического благополучия населения, создание, производства, контроля качества и реализации лечебных средств и изделий медицинского назначения;
- разработка, координация и контроль по выполнению государственных программ развития здравоохранения, в частности профилактики заболеваний, предоставления медпомощи, развития медицинской и микробиологической промышленности;
- организация предоставления государственными и коммунальными учреждениями охраны здоровья безвозмездной медпомощи населению;
- организация предоставления медпомощи в неотложных и экстремальных ситуациях, осуществления в границах своей компетенции мероприятий, связанных с преодолением следствий Чернобыльской катастрофы;
- разработка мероприятий по профилактике и снижению заболеваемости, инвалидности и смертности населения;
- организация вместе с Национальной академией наук Украины, Академией медицинских наук Украины научных исследований по приоритетным направлениям развития медицинской науки.[5]

## Руководство

### Министр здравоохранения
- Министр здравоохранения — Виктор Ляшко.

### Заместители
- Первый заместитель министра — Александр Комарида[6].
- Заместитель министра — Ирина Микичак[7].
- Заместитель министра — Пётр Емец[8].
- Заместитель министра — Богдан Боруховский[9].
- Главный государственный санитарный врач — Игорь Кузин[укр.][10].
- Заместитель министра по вопросам европейской интеграции — Алексей Яременко[11].
- Заместитель министра по вопросам цифрового развития, цифровых трансформаций и цифровизации — Мария Карчевич[12].
- Государственный секретарь министерства — Инна Солодка[13].

## Подчинённые органы
- Государственная служба Украины по лекарственным средствам и контролю за наркотиками[14]

## Реформа здравоохранения на Украине 2012—2017 год
С 1 января 2012 года на Украине проводится реформа системы здравоохранения, начиная с «пилотных регионов»: Винницкая, Днепропетровская, Донецкая области и город Киев.